# گابریل پیچینی
گابریل پیچینی (انگلیسی: Gabriele Piccinini؛ زادهٔ ۶ آوریل ۲۰۰۱) بازیکن فوتبال است.